# Coupe d'Haïti de football
La Coupe d'Haïti de football est une compétition opposant les clubs haïtiens de football. Cette compétition voit le jour en 1932 (sous le nom de Coupe Vincent) et est disputée ensuite suivant un rythme irrégulier.

## Palmarès
Le palmarès est le suivant :
- 1932 : Ligue des Gonaïves
- 1938 : AS Capoise
- 1939 : Violette AC
- 1941 : Racing Club Haïtien
- 1942 : Excelsior Athletic Club
- 1944 : Racing Club Haïtien
- 1945 : Racing Club Haïtien
- 1947 : Hatüey Bacardi Club
- 1950 : Excelsior Athletic Club
- 1951 : Violette AC
- 1954 : Victory SC
- 1960 : Aigle Noir AC
- 1963 : Victory SC
- 2005 : Tempête FC
- 2010 : Victory SC